# Лозинське сільське поселення
Лози́нське сільське поселення — муніципальне утворення в складі Ігринського району Удмуртії, Росія. Адміністративний центр — село Лоза.
Населення — 757 осіб (2015; 768 в 2012, 726 в 2010).

## Склад
До складу поселення входять такі населені пункти:
| Населений пункт   | Населення, осіб (2010) | Населення, осіб (2012) |
| ----------------- | ---------------------- | ---------------------- |
| Вижешур, присілок | 14                     | 14                     |
| Лоза, село        | 588                    | 617                    |
| Руська Лоза, село | 124                    | 137                    |